# 野球肘
野球肘（やきゅうひじ）は、野球によって肘部に生じる疼痛性運動障害の総称。別名、リトルリーガー肘、リトルリーガーエルボー、ベースボール肘、ベースボールエルボーとも呼ばれる。正式な傷病名は負傷箇所、負傷状況によって異なる。

## 概要
スポーツを要因とする反復性損傷は運動種目ごとに特異的固有的なストレインを発生させることがあり、その代表的なものが外側上顆炎にあたるテニス肘や、内側上顆炎にあたる野球肘である。野球肘は投手に発症することが多い。野球肘は誤った投球動作による投球や投球数の過多などの要因で引き起こされる。10代前半で発症する例が多い。
プロ野球選手では、金田正一、村田兆治、荒木大輔、桑田真澄、近藤真一、松坂大輔、田中将大、ダルビッシュ有など、多くの選手が患った。

## 原因と症状

### 原因
主な原因として、過剰な投球数などの肘の酷使による疲労が考えられる。
野球における投球動作は、前腕と手部を後方に残しつつ、肩関節及び肘関節が先行し、肩甲下筋、大胸筋、広背筋、大円筋を収縮させながら、肩関節は90度外転位で回旋運動を行う。棘下筋及び小円筋は上腕骨頭を固定し、肩甲骨は胸郭に固定された状態となる。このような投球動作において肘関節は極度に外反を強制され、同時に前腕屈筋群は強く収縮する。そのため上腕小頭と橈骨近位頭では圧縮ストレス、上腕骨内側上顆では伸縮ストレスが負荷となり、これが反復されるため特に筋腱起始部には微小断裂を生じる。修復過程での修復機転が継続投球によって阻害されることにより極度の痛みや機能障害を発生させる。成人期であれば、通常は骨変化は見られないが、特に発育期では内側上顆核の変形・肥大・分離・骨端線の拡大などを生じることが多い。

### 症状
野球肘による損傷は3段階に分けられる。
- 軽度（1度、mild） - 痛みの発生から約2週間で腫脹や圧痛も軽微であり、前腕屈筋の抵抗下の自動的収縮（手関節の掌屈の動作）の際に疼痛の増強がみられるが、X線検査では変化が見られないものをいう[3]。
- 中度（2度、moderate） - 腫脹や圧痛が顕著であり、他動的伸展（手関節の背屈の動作）や前腕屈筋の抵抗下の自動的収縮の際に疼痛の増強がみられ、X線検査でも変化が認められるものをいう[3]。
- 重度（3度、severe） - 患部が腫大しており、顕著な圧痛と運動制限を訴えており、他動的伸展や前腕屈筋の抵抗下の自動的収縮が困難または不能なほどに疼痛があるものをいう[3]。重度になるとX線検査の際に骨端軟骨層の拡大や関節遊離体（関節鼠）の存在など顕著な変化が認められる[3]。

軟骨が関節から剥離、壊死、欠損すると、通称、関節ねずみと呼ばれる、離断性骨軟骨炎（OCD：Osteochondritis dissecans）が起こる。離断性骨軟骨炎は、特に予後が悪く、症状の出現時にはすでに病態が進行していることが多い。重度になると骨が軽石のようにスカスカになってもろくなり、痛みと運動障害が発生して日常生活にも支障をきたす。関節の変形が起こったら治癒することは困難である。

## 予防
成長期の野球選手において、野球肘の有病率は高く予防すべき課題である。
全国各地で野球肘検診や少年野球検診といったメディカルチェック、指導者への啓蒙活動が行われている。
メディカルチェックを通した啓蒙活動を行うことで、指導者の意識が変わり、指導者が考える至適全力投球数が減少し、肘関節痛及び肘関節病変予防に繋がることを示唆されるほか、定期的なメディカルチェックを行うことで、早期の段階での局所安静や病院受診などの対応が可能になり、早期治療に繋がると考えられている。
一方で、日本臨床スポーツ医学会の提言における50球という球数制限をはるかに越える例もあり、野球大会準備委員会への医療側からの参加、投球制限などの特別ルールの提案などといった、医療側からのアプローチも提唱されている。
小学校レベルにおいては、予防のためにピッチングマシンで試合を試みもある。

## 応急処置と治療

### 応急処置
応急処置としては、障害が発症した際は、RICEの法則（Rest（安静）、Ice（アイシング）、Compression（圧迫）、Elevation（挙上））にのっとった対処法が良い。

### 治療法
手術や一定期間の投球制限などで治療するが、根本的な解決方法としては投球フォームの改良が有効であり、特に、下肢支持機能・柔軟性の獲得が上肢に依存しない適切な投球動作を可能にすることが示唆されている。
基本的には内側上顆部の圧痛が消失するまで固定し安静にする必要がある。また、患肢の筋萎縮や体力の低下を防ぐリハビリも必要である。内側上顆裂離型の野球肘に関しては、約6ヵ月間の投球禁止とリハビリテーションによって84.3%が治癒と判断されたとする報告があり、約4～6ヶ月間の投球禁止と保存的治療が適切であると推察される。その他、電気治療、温熱療法、赤外線（近・遠）、レーザー光線、超音波療法、マイクロ波による治療などがある。
重症の際は、靭帯や腱の移植、関節遊離体除去などの手術が必要となる。肘の靱帯断裂に対する手術は、損傷した肘の靱帯を切除し、正常な腱を移植することにより患部の修復を図る、トミー・ジョン手術は、1974年にフランク・ジョーブによって考案され、初めてこの手術を受けた投手トミー・ジョンにちなんでこう呼ばれている。投球の際にひじの側副靭帯に大きな負担がかかる野球の投手が受けることの多い手術である。
リハビリの際には、筋伸長操法や自動的筋伸長操作の実践などにより、筋肉の円滑な運動性や関節の柔軟性を確保することが重要となる。

### 専門外来
日本では北海道大学病院スポーツ医学診療センターなどに専門外来がある。